# Serrognathus lacroixi
Serrognathus lacroixi is een keversoort uit de familie vliegende herten (Lucanidae). De wetenschappelijke naam van de soort is voor het eerst geldig gepubliceerd in 1973 door Bomans.